# Велілья-де-Ебро
Велілья-де-Ебро (ісп. Velilla de Ebro) — муніципалітет в Іспанії, у складі автономної спільноти Арагон, у провінції Сарагоса. Населення — 254 особи (2010).
Муніципалітет розташований на відстані близько 290 км на північний схід від Мадрида, 47 км на південний схід від Сарагоси.

## Демографія
Динаміка населення (INE ):